# ㅟ
ㅟ (reviderad romanisering: wi, hangul: 위) är en av elva diftonger i det koreanska alfabetet. Det är en kombination av ㅜ och ㅣ.